# RCN Nuestra Tele Internacional
RCN Nuestra Tele Internacional (conhecido como Nuestra Tele Internacional, anteriormente TV Colombia e RCN Nuestra Tele) é um canal internacional de televisão por assinatura de origem colombiana, que atua como sinal internacional do Canal RCN. O sinal oferece programação ininterrupta e transmite produções do canal principal para a América, Europa e Australásia, disponível para 12 milhões de residências em 25 países.

## História
Foi lançado em 3 de abril de 2003 como TV Colombia. Em 2008, o canal também transmitia alguns programas de Citytv.
Em 1 de abril de 2014, o canal foi relançado com um novo nome e programação com a estreia de novas produções exclusivas para o público internacional.
Em 24 de agosto de 2017, o canal foi proibido de transmitir na Venezuela por ordem do governo chavista do presidente Nicolás Maduro.

## Sinais
- Colômbia: sinal emitido exclusivamente para esse país. Seu horário de referência é o de Bogotá (UTC-5).
- América: sinal centrado nos Estados Unidos para o público hispano e cobrindo também Porto Rico, América Latina, Brasil e o Caribe, excluindo Venezuela, país que recebe devido à censura governamental de seu respectivo governo foi retirado do ar. Seus horários de referência são os de Nova York (UTC-5/-4 DST) e Los Angeles (UTC-8/-7 DST).
- Europa: sinal emitido para Europa, África, Austrália e Nova Zelândia. Seu horário de referência é o de Madrid (UTC+2/+1 CET)